# Natalja Kuczinska
Natalja Aleksandrowna Kuczinska (ros. Наталья Александровна Кучинская, ur. 12 marca 1949 w Leningradzie) – radziecka gimnastyczka (Rosjanka). Czterokrotna medalistka olimpijska z Meksyku.
Igrzyska w 1968 były jej jedyną olimpiadą. Triumfowała w drużynie i w ćwiczeniach na równoważni. Była trzecia w wieloboju oraz w ćwiczeniach wolnych. Była multimedalistką mistrzostw świata w 1966. Wywalczyła trzy złote krążki (poręcze, równoważnia, ćwiczenia wolne), dwa srebrne (wielobój i drużyna) i jeden brązowy (skok). W 1967 sięgnęła po srebro mistrzostw Europy w ćwiczeniach wolnych i równoważni. Wielokrotnie zostawała mistrzynią ZSRR, zwyciężała m.in. w wieloboju (1965, 1966, 1967 i 1968).
Pracowała jako trener, obecnie mieszka w Stanach Zjednoczonych. W 2006 została uhonorowana miejscem w Galerii Sławy Gimnastyki.